# Martin Behaim
Ne doit pas être confondu avec Martin Beheim.
Pour les articles homonymes, voir Behaim.
 (février 2020).
Si vous disposez d'ouvrages ou d'articles de référence ou si vous connaissez des sites web de qualité traitant du thème abordé ici, merci de compléter l'article en donnant les références utiles à sa vérifiabilité et en les liant à la section « Notes et références ».
Martin Behaim, né le 6 octobre 1459 à Nuremberg et mort le 29 juillet 1507 à Lisbonne, aussi connu sous le nom de Martin von Behaim ou de Martin de Bohême (en latin : Martinus Bohemus), est un navigateur, explorateur, géographe et cartographe allemand, installé au Portugal sous le règne Jean II. 
Il est surtout connu comme l'auteur de l'Erdapfel ou « globe de Martin Behaim » (Martin Behaims Erdapfel), le plus ancien globe terrestre encore existant, élaboré sur commande de la ville libre d'Empire de Nuremberg.
Ses cartes auraient influencé les explorateurs à l’ère des grandes découvertes.

## Biographie

### Origines familiales et formation
Fils de Martin Behaim et d’Agnès Schopper, il est l'aîné de sept enfants. 
Son père, entré au Sénat de Nuremberg en 1461, meurt en 1474 (sa mère le 8 juillet 1487). 
Martin (fils) reçoit une éducation scientifique, intégrant les écoles les plus prestigieuses où les étudiants sont obligés d’apprendre plusieurs langues européennes[réf. nécessaire] avant d’être envoyé en apprentissage à l'étranger.
Entre 1471 et 1475, il étudie la cosmographie et la cartographie en étant élève de l'astronome Regiomontanus. 

### Carrière aux Pays-Bas bourguignons (1477-vers 1480)
Ayant une vocation pour le commerce[réf. nécessaire], il part en 1477 pour les Pays-Bas bourguignons, et s'installe à Malines dans le duché de Brabant, entrant dans l'entreprise de Jorius Van Dorpp, un marchand de vêtements[réf. nécessaire]. Ils participent ainsi à la foire de Francfort de 1477. Il écrit à son oncle Leonhard Behaim, le 18 septembre 1478, en manifestant son désir de ne pas retourner à Malines et sa volonté d’améliorer ses compétences commerciales. 
Il se met au service d'un autre marchand, Fritz Heberlein, originaire de Nuremberg mais établi à Anvers (aussi dans le duché de Brabant, mais qui est un port) qui lui a permis d'apprendre l'arithmétique[pas clair]. 

### Carrière au Portugal (vers 1480-1484)
Dans les années 1480, le commerce entre le Portugal  et les Pays-Bas attire Behaim à Lisbonne où il s’implique dans les entreprises commerciales portugais, dont ceux liés à l’exploration maritime de l'Afrique. Depuis 1415, à l'instigation de l'infant Henri le Navigateur, les Portugais ont découvert Madère et les Açores et exploré la côte de l'Afrique (à cette époque, ils ont dépassé l'Équateur et cherchent où se termine le continent africain).
Il fait la connaissance de navigateurs et de cosmographes portugais ou installés au Portugal, dont peut-être Christophe Colomb, négociant et navigateur, et son frère Bartolomeo, cartographe, qui s'y trouvent depuis 1475 environ.
En 1483, le roi Jean II de Portugal lui demande de participer à une commission sur la navigation, dirigée par Abraham Zacuto. 
On dit que c'est lui qui a introduit au Portugal le bâton de Jacob, une invention décrite par Levi ben Gerson au XIVe siècle), mais ce point est sujet à controverses. Il contribue à l’amélioration des astrolabes en remplaçant le bois par du cuivre, permettant un moindre encombrement. Il est aussi probable qu’il contribue à améliorer les cartes de navigation de la péninsule Ibérique.

### L'expédition de Diogo Cão (1484-1485) et ses suites
Behaim accompagne Diogo Cão pendant sa deuxième expédition le long de la côte africaine, atteignant la latitude de l'actuelle Namibie (cape Cross à 22° Sud). 
Il est toujours peu clair si Behaim a navigué autant que rapporté, ou s'il a seulement atteint la côte de la Guinée. Peut-être ces points de cheminement ont été seulement atteints par les astronomes José Vizinho et João Afonso d'Aveiro en 1484-1486.[pas clair]
Après son retour à Lisbonne, il est anobli par Jean II, qui l'emploie ensuite pour diverses missions.
En 1486, il épouse Joana de Macedo, et réside ensuite sur l'île de Faial dans les Açores, dont son beau-père, Josse van Huerter, est le capitaine-donataire et où il est aussi le chef de la communauté néerlandaise. 

### Dernières années (1490-1496)
En 1490, il rentre à Nuremberg pour gérer l'entreprise familiale[réf. nécessaire].
En 1492, il reçoit de la ville de Nuremberg la commande d'un globe terrestre, dont il dirige la réalisation par différents artisans. C'est le globe de Martin Behaims, aujourd'hui exposé au Musée germanique de Nuremberg, une des dernières représentations de la Terre avec seulement trois continents : l'Europe, l'Afrique et l'Asie (l'Ancien Monde).
Il revient à Faial en 1493 en passant par les Pays-Bas et Lisbonne et y reste jusqu'en 1506. 
Il meurt le 29 juillet 1507 à Lisbonne.

### Bibliographie

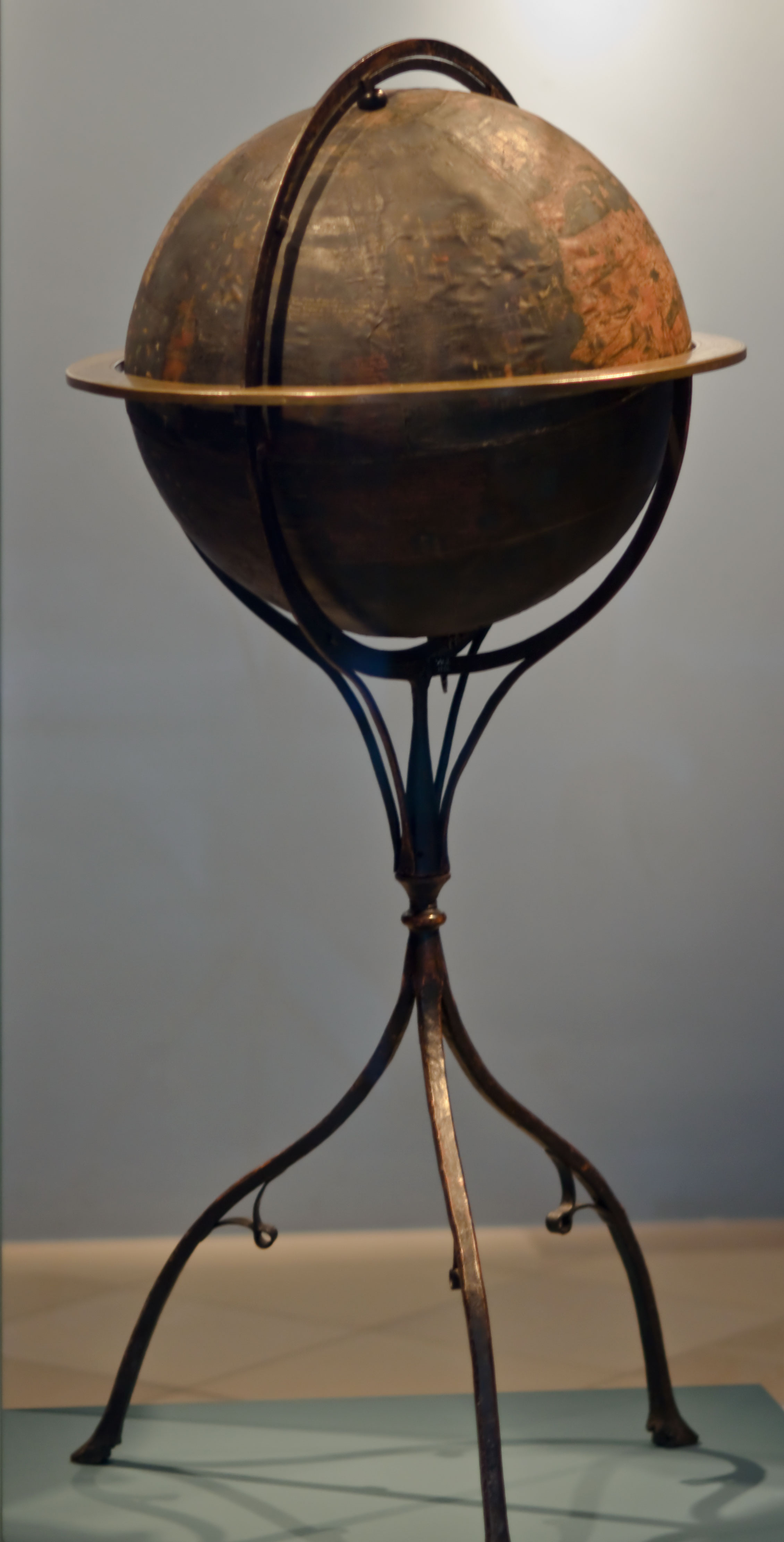
Le globe de Behaim conservé à Nuremberg.

### Fiction
- Jean Raspail, Qui se souvient des hommes..., Paris, Robert Laffont, 1986 (l'histoire romancée de l'extinction des peuples de Patagonie)